# محمد خديس
محمد خديس (مواليد 29 فبراير 1952) هو لاعب كرة قدم. يلعب مع منتخب الجزائر لكرة القدم. سبق له أن لعب في الألعاب الأولمبية الصيفية مع منتخب بلاده.

## روابط خارجية
- محمد خديس على موقع الاتحاد الدولي (مؤرشف)  (الإنجليزية)
- محمد خديس على موقع قاعدة بيانات كرة القدم.إي يو (الإنجليزية)
- محمد خديس على موقع ناشيونال فوتبول تيمز (الإنجليزية)
- محمد خديس على موقع أوليمبيديا (الإنجليزية)